# Luis Suñer

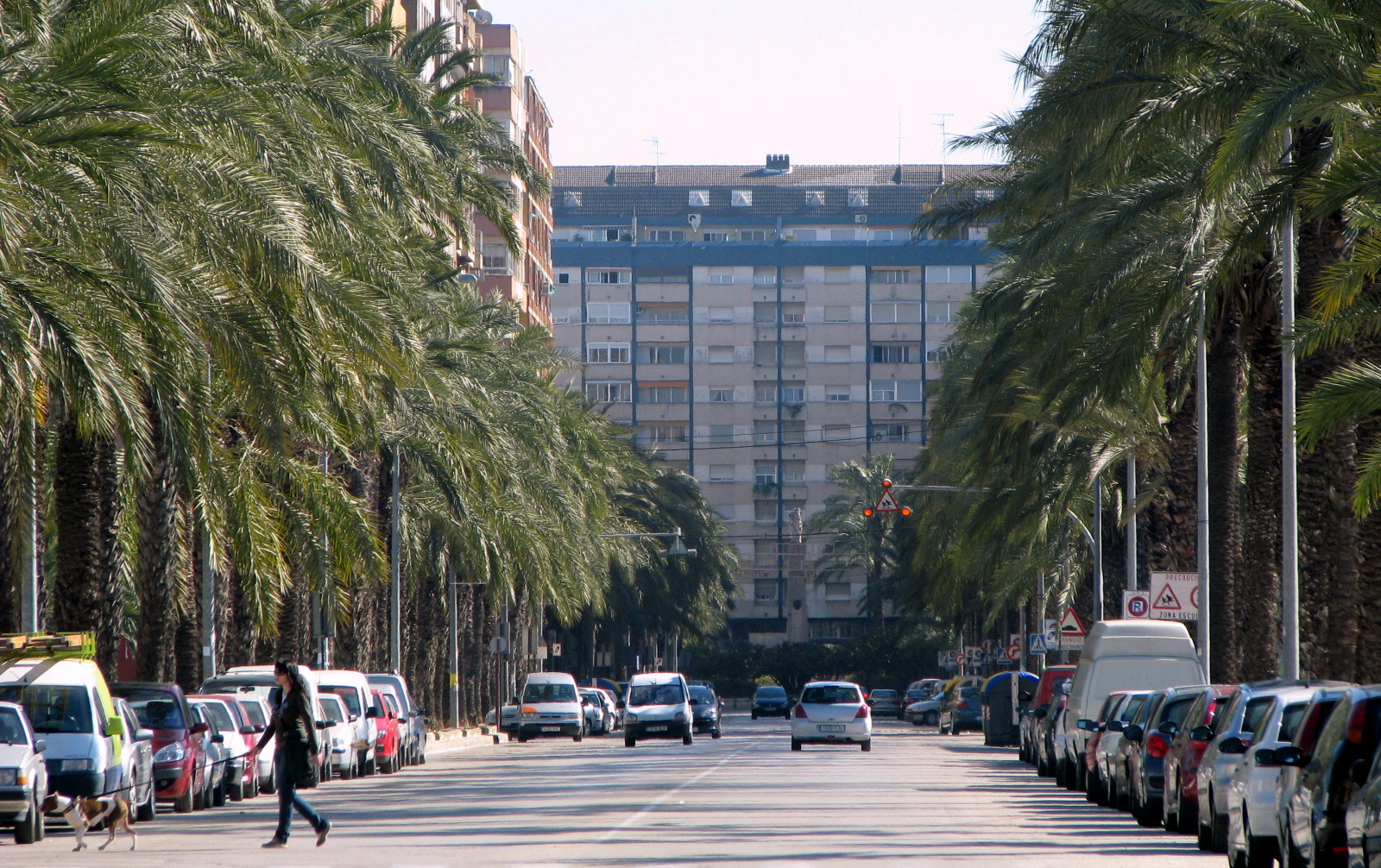
Avenida Luis Suñer (Alcira).

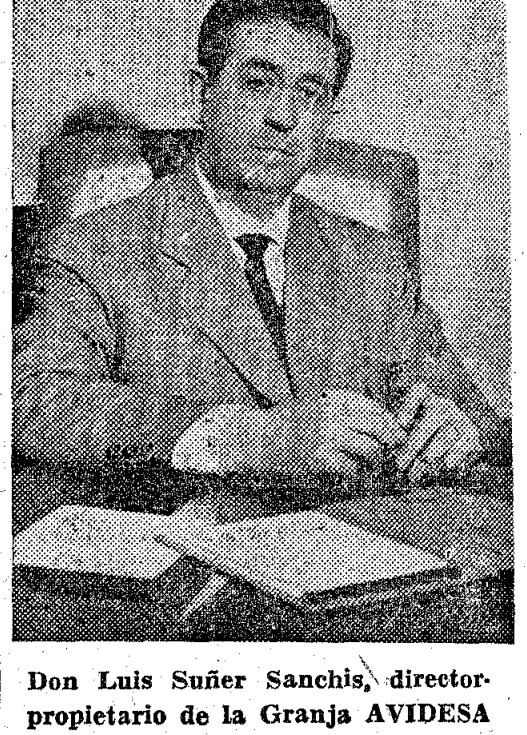
Luis Suñer Sanchis en 1961

Luis Suñer Sanchis (Alcira, Valencia, 19 de marzo de 1910 - 22 de agosto de 1990) fue un industrial español.
Creó un imperio industrial cuyas empresas líderes fueron Cartonajes Suñer y Avidesa, esta última adquirida tras su muerte por Conelsa-BBVA, después por Nestlé, y por último por Ice Cream Factory Comaker, que modificó su nombre bautizándola como ICFC.

## Orígenes y desarrollo empresarial

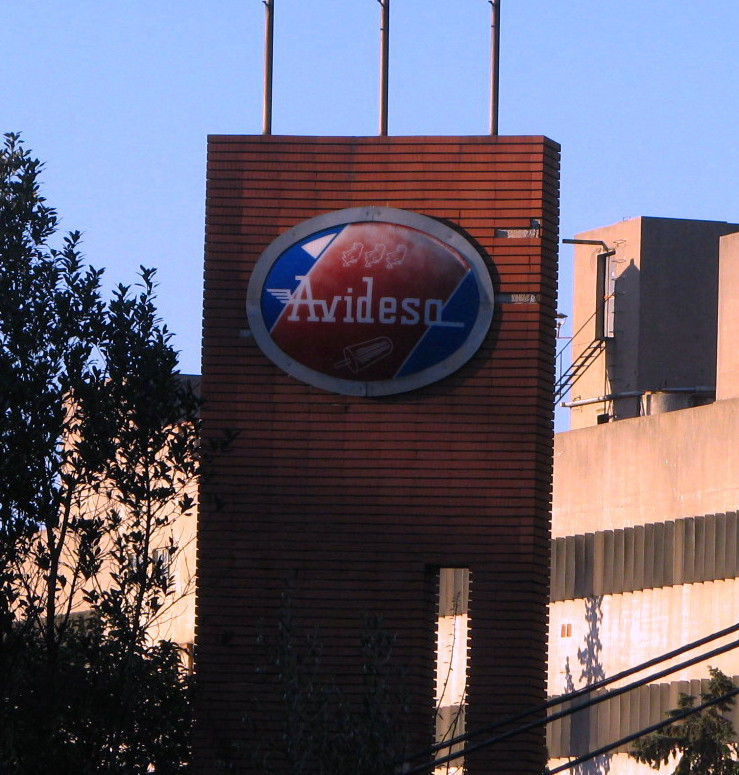
Emblema empresarial en la Factoría Uno de Avidesa

Luis Suñer fue el segundo hijo de Ana Sanchis Perpiñá y José Suñer Orovig, un modesto matrimonio de alcireños que tuvo otros tres hijos varones, José, Alfredo y Rafael. Nació en Alcira el 19 de marzo de 1910. Fue escolarizado en la escuela pública de Benicull, a nueve kilómetros de Alcira, y tras cursar estudios en las Escuelas Pías de Alcira, realizó dos cursos de peritaje industrial mecánico en la Escuela de Tarrasa (Barcelona). Durante todo este tiempo y desde su niñez estuvo trabajando en diversos negocios de Alcira. A los diez años se inició en el pequeño negocio que sus padres abrían, en 1921, dedicado a la fabricación de envases de papel y cartón, Cartonajes Suñer, con un volumen de producción de cincuenta cajas diarias. Entre los 14 y los 19 años trabajó en la fábrica de algodón de Monfort y Peris para pagar los estudios de peritaje a su hermano mayor
Su carrera comenzó en 1921 junto a sus padres, José Suñer y Ana Sanchis, que habían fundado un taller dedicado a la confección de cajas de cartón, compatibilizando su trabajo con la escuela nocturna. Comenzaba así la historia de Cartonajes Suñer.
En 1937, durante la guerra civil española, Cartonajes Suñer fue colectivizada por sus obreros, adheridos a la Confederación Nacional del Trabajo, siendo restaurada la propiedad a la familia Suñer en 1939 al final de la contienda.
En 1946 los hermanos Suñer, por razones de logística, compraron una parcela en el puerto de Valencia para levantar un nuevo centro industrial, pero el incendio repentino de la fábrica de Alcira y la actitud de trabajadores y vecinos que se lanzaron a luchar contra las llamas les convenció de que la empresa debía continuar en su ciudad natal. Y así se hizo a los pies de la colina del Salvador, junto a la cual se levantó la colonia Ana Sanchís, un área residencial para los trabajadores de la empresa, inaugurada por el ministro de la Vivienda en 1960.
La localización de sus empresas en su ciudad natal se convirtió definitivamente, gracias al mencionado suceso, en una máxima de la estrategia empresarial de Luis Suñer, que en los años posteriores consiguió crear un imperio industrial. El dictador Francisco Franco se interesó por las empresas de Luis Suñer, reconociendo su labor y visitando oficialmente sus factorías el 12 de mayo de 1947. Restaurada la democracia continuó la pujanza de sus empresas, que lo convirtió en 1978 en el contribuyente que mayores ingresos declaró a Hacienda, 400 millones de las pesetas de entonces.
Los buques insignia del grupo eran Cartonajes Suñer, que convirtió en líder de su sector en España, y Avidesa, fundada en 1956, convertida también en líder nacional de fabricación de helados, famosa por sus patrocinios deportivos, como el BM Alzira Avidesa y ser la marca de helado oficial de la selección española de fútbol.
El príncipe Juan Carlos de Borbón, futuro rey de España, visitó Avidesa en 1961, cuando se inauguró la Factoría Uno, primera sede destinada a la cría de pollos para la venta de carne al sector alimentario español, y que pronto fue el motor del grupo empresarial.
Otras importantes empresas del grupo o impulsadas por Luis Suñer fueron Plasal, Río Verde Cartón, SOR Ibérica, Papensa, Suñer Transport, etc.
En su faceta social, Luis Suñer fundó y promovió multitud de proyectos e instituciones deportivas, sociales y educativas, como el Club de Tenis de Alcira, el Estadio de la UD Alzira, el Hogar Santa Teresa Jornet dedicado al cuidado de ancianos desamparados, la Residencia Carmen Picó, el Colegio Ana Sanchis, etc. El éxito empresarial y su condición de benefactores y mecenas convirtió a la familia Suñer en un referente de la sociedad valenciana en general y alcireña en particular.
Su trayectoria fue generosamente reconocida por las instituciones públicas. En 1967 se le impuso la medalla de oro de la ciudad de Alcira, inaugurándose en el mismo acto una de las principales avenidas del ensanche urbano, bautizada con su nombre. Fue acreedor en vida de importantes condecoraciones nacionales, como la Medalla de Oro al Trabajo (1959) y la Encomienda al Mérito Agrícola (1964).
En 1967 el Ayuntamiento de Alcira nombró Avenida Luis Suñer a una de las principales vías urbanas de la ciudad.

## El estadio Luis Suñer Picó
En 1972 Luis Suñer mandó construir a la sociedad Palau y Castillo un estadio de fútbol para el equipo local UD Alzira, con el encargo de que fuera "el mejor de Valencia tras Mestalla y el Nou Estadi del Levante". El Coliseo fue inaugurado el 1 de noviembre de 1973 en el partido de la Copa del Generalísimo que enfrentaba al Alcira y el Villarreal, cuyo resultado fue de empate a 1.
El industrial quiso que llevase el nombre de su hijo, Luis Suñer Picó, fallecido el 15 de enero de 1964 a los veintiún años mientras presidía el club en 3.ª división. Al final de esa campaña, el Alzira disputó la promoción de ascenso a 2.ª división ante el Extremadura de Almendralejo, aunque fue eliminado.

## Secuestrado por la banda terrorista E.T.A.

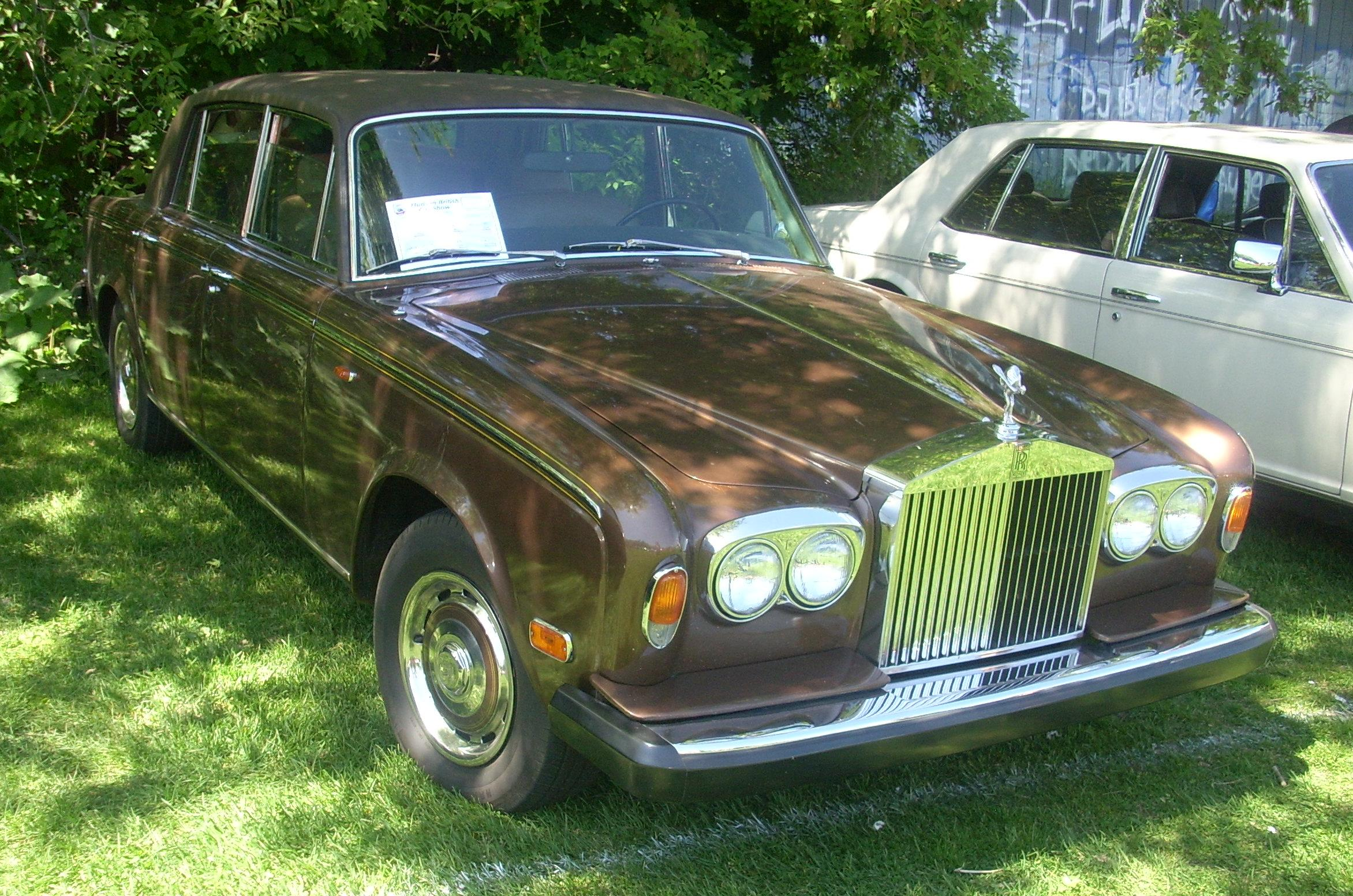
Luis Suñer realizaba sus desplazamientos en un Rolls-Royce granate.

En 1980 el gobierno de UCD había hecho público el listado de contribuyentes al fisco, en el que destacaba el empresario valenciano. La banda terrorista ETA político-militar planeó su captura y secuestro, que materializó en enero de 1981 mientras Suñer se encontraba en su despacho de Avidesa. ETA político-militar reivindicó su autoría en el diario Egin.
La inestabilidad política de la época hizo que el presidente Adolfo Suárez convirtiera el secuestro en asunto de Estado.
El 13 de abril los terroristas anunciaron su liberación que se produjo a la mañana siguiente en Alberite, La Rioja. A su regreso a Alcira, fue aclamado por la población, que ya se había manifestado masivamente durante el secuestro pidiendo su liberación.
El secuestro le produjo una quiebra en su salud de la que ya no se recuperó.
El 21 de julio de 1982 el ministro de Trabajo y Seguridad Social, Santiago Rodríguez Miranda, le concedió en Alcira la Medalla de Oro al Mérito en el Trabajo.

## Fallecimiento y fin del control familiar sobre el grupo empresarial

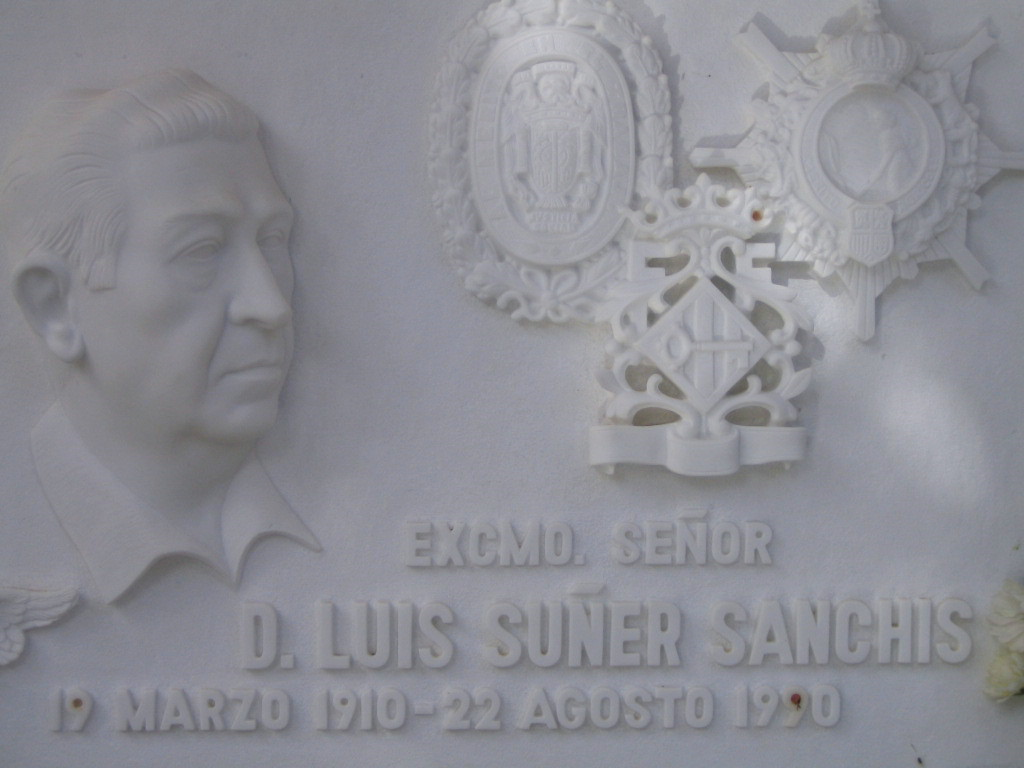
Sepultura de Luis Suñer en el panteón de la familia Suñer-Picó, Alcira.

Luis Suñer falleció en Alcira en 1990. Los principales medios de comunicación nacionales se hicieron eco de la noticia que apareció en las primeras planas de los periódicos y cabeceras de los telediarios. El recuerdo de su secuestro por ETA en 1981 fue constante esos días.
Un año antes, en 1989, su nieto Alberto Campos Suñer, hijo de Carmen Suñer Picó y Adrián Campos Bialcanet, le había sucedido en la dirección del grupo empresarial y fue quien heredó las empresas. Fallecido el fundador, los Suñer se deshicieron del control de las compañías más importantes:

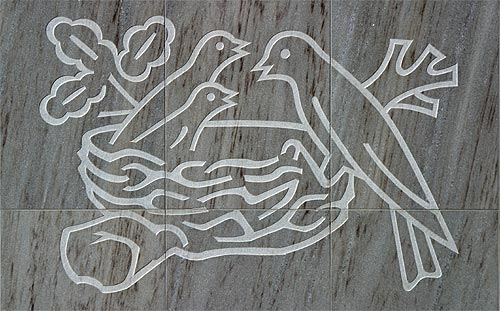
Nestlé fue propietaria de Avidesa durante los años 90.

Avidesa salió a bolsa y fue adquirida en 1991 por Conelsa, grupo alimentario filial del Banco Bilbao Vizcaya, actual BBVA, que la vendió en 1993 a Nestlé. El grupo suizo se hizo cargo de la compañía con éxito durante la década de los noventa, si bien la marca Avidesa desapareció y los helados comenzaron a fabricarse bajo la marca Camy. En 2003, el último director general de Avidesa, Guillermo Lamsfús adquirió las instalaciones de Avidesa a Nestlé, creando una nueva sociedad, denominada Ice Cream Factory Comaker, dedicada a la fabricación de helado de marca blanca para grandes distribuidores de alimentación, como Carrefour, Eroski, Alcampo o Caprabo. En la actualidad es la primera industria nacional en este segmento. En septiembre de 2010 ha sido adquirida en un 83% por el fondo de capital riesgo Ibersuizas.
Cartonajes Suñer fue adquirida en 1992 por Cragnotti & Partners (italiano Capital de Riesgo), que revendió a Lawson Mardon el año después. En 1994 Lawson Mardon fue comprada por Alusuisse Lonza, un grupo suizo de aluminio y envases flexibles, que a su vez fue adquirido en 2000 por Alcan, segundo mayor productor de aluminio del mundo. Alcan es el actual propietario de la empresa, si bien vendió en 2004 las líneas de producción de cajas plegables a Mayr-Melnhof.

## Vida personal
Contrajo matrimonio en dos ocasiones. Con su primera esposa, Carmen Picó, de la que enviudó, tuvo a sus dos hijos, Luis, fallecido de forma repentina a los 21 años, y María del Carmen (uno de sus cuatro hijos es el expiloto de Fórmula 1 Adrián Campos). Posteriormente contrajo matrimonio en segundas nupcias con Josefina Camarena.